# Perles (Hiszpania)
Perles – miejscowość w Hiszpanii, w Katalonii, w prowincji Lleida, w comarce Alt Urgell, w gminie Fígols i Alinyà.
Według danych INE z 2005 roku miejscowość zamieszkiwało 16 osób.